# 9514 Дейнека
9514 Дейнека (9514 Deineka) — астероїд головного поясу, відкритий 27 вересня 1973 року.
Тіссеранів параметр щодо Юпітера — 3,525.